# Lanciere (1907)
«Ланчере» (італ. Lanciere) — ескадрений міноносець ВМС Італії типу «Сольдато» часів Першої світової війни.

## Історія створення
Корабель був закладений 24 липня 1905 року на верфі «Ansaldo» в Генуї. Спущений на воду 27 лютого 1907 року, вступив у стрій 1 серпня 1907 року.

## Історія служби
2 січня 1909 року «Ланчере» разом з допоміжними суднами прибув в Мессіну, де брав участь у ліквідації наслідків Мессінського землетрусу, який стався 29 грудня 1908 року.
У 1911—1912 роках есмінець брав участь в італійсько-турецькій війні. 30 вересня 1911 року «Ланчере» разом з есмінцями «Остро», «Еуро», «Страле», «Фречча», «Гарібальдіно», крейсерами «Коатіт», «Франческо Ферруччо» і «Джузеппе Гарібальді» прибули до Триполі, де приєднались до італійських кораблів, які здійснювали блокаду міста.
5 травня 1912 року «Ланчере» разом з крейсером «Коатіт» і допоміжним крейсером «Дука ді Дженова» патрулювали поблизу Бодрума та Ізміру, щоб турецькі міноносці, які базувались в Бодрумі, не могли перешкодити висадці італійців на Родосi.
Після вступу Італії у Першу світову війну «Ланчере» був включений до складу III ескадри есмінців (разом з однотипними «Артільєре», «Кораццьєре», «Берсальєре» і «Гарібальдіно»), яка базувалась у Бриндізіi.
24 травня 1915 року разом з «Альпіно», «Фучільєре», «Карабіньєре» і «Гарібальдіно» патрулював у Верхній Адріатиці'.
29 травня разом з есмінцями «Альпіно», «Понтьєре», «Кораццьєре», «Берсальєре», «Артільєре» і «Гарібальдіно» обстріляли хімічний завод «Adria-Werke» в Монфальконе, який виробляв хімічну зброю. 7 червня операція була здійснена ще раз.
Надалі «Ланчере» залучався до супроводу конвоїв.
У 1921 році «Ланчере» був перекласифікований в міноносець. У 1923 році він був виключений зі складу флоту і зданий на злам.